# Софија Русова
Софија Русова (укр. Софі́я Фе́дорівна Ру́сова; Олешња, 18. фебруар 1856 ― Праг, 5. фебруар 1940) била је украјински педагог, ауторка, заговорница женских права и политичка активисткиња.

## Биографија

### Младост
Рођена је 18. фебруара 1856. у Олешњи, тадашњој Руској Империји, садашњој Черниговској области. Њен отац, Федир Линдфорс, био је балтичког племства, а мајка, Хана Жервејс, француског порекла. Свакодневни језици у домаћинству Линдфорсових били су руски и француски. Била је дете када су јој десетогодишња сестра Наталија и шестогодишњи брат Володимир преминули. Њена мајка је оболела од туберкулозе и убрзо је умрла. Старија сестра Марија, која је тада тек постала тинејџерка, преузела је улогу мајке. Када је имала десет година са породицом се преселила у Кијев, где је завршила Фундуклејевску гимназију.

### Образовање
Године 1871. јој је отац преминуо, убрзо након тога је почела да живи заједно са сестром. У Кијеву није било вртића, па су заједно студирале „образовање у раном детињству” са циљем да отворе вртић. Године 1872. су успеле у томе, отвориле су први вртић у Кијеву. Призната је као истакнути педагог и заговорник националног образовања.

### Политички активизам
До 19. века, Руска Империја је демонтирала политичке и војне институције Украјине. Украјинци су називани „Малорусима”, а Украјина је имала статус провинције. Крајем 19. века промовисано је антиукрајинство. Царски режим под Александром II Николајевичем издао је Емски указ, којим је забрањена употреба украјинског језика у штампи. Објављен је комплетан Кобзар Тараса Шевченка у два тома, укључујући делове текста који су били цензурисани и практично непознати у Украјини. Софија Русова и њен супруг, Александар Русов, провели су време у Прагу припремајући текст за објављивање. Федир Вовк, антрополог и археолог, снабдео је Шевченкове рукописе које је купио од његове браће новцем који су донирали богати Украјинци. Софија и Александар Русов су вратили комплетан објављени Кобзар у Украјину.
Више пута су били прогнани у Санкт Петербург због своје грађанске и политичке активности. Русова је више пута хапшена и затварана због својих „револуционарних” ставова и писања. Године 1917. је постала чланица Централне Раде Украјине. Радила је на Одељењу за предшколско и образовање одраслих у Министарству просвете. Била је професорка на Фребеловом педагошком институту у Кијеву пре Првог светског рата и на Камјанец-Подиљском националном универзитету после рата. Била је једна од оснивачица и прва председница Националног савета украјинских жена. Била је представница украјинских жена на неколико међународних женских конференција.

### Наслеђе
Промовисала је вртић, континуирано образовање, људска права и политичко организовање сељака. Побегла је из Украјинске Совјетске Социјалистичке Републике 1922. године и настанила се у Прагу, где је предавала на Јужноукрајинском националном педагошком универзитету између 1924. и 1939. 
Преминула је у Прагу 5. фебруара 1940. и сахрањена је на Олшанском гробљу.
Године 2016. је у њену част, у Украјини, направљен комеморативни новчић поводом 160. годишњице њеног рођења. Споменик је постављен на школском имању у Рипки. Школа Софије Русове у Олешњи, где је рођена, има њен музеј и организује научне радионице посвећене Русовој.